# کوچه‌ای
کوچه‌ای (به لاتین: Küçeyi) یک منطقه مسکونی در جمهوری آذربایجان است که در شهرستان قوبا واقع شده است. کوچه‌ای ۹۷۴ نفر جمعیت دارد.

## ریشه واژه
کوچ یا کوج در زبان تاتی قفقاز به‌معنی خرد و کوچک است و کوچه‌ای یا کوجه‌ای یعنی مکان کوچک و کم‌اهمیت‌تر.